# 壱岐イルカパークアンドリゾート
壱岐イルカパーク&リゾート（通称：イルカパーク）は、2019年4月25日にリニューアルオープンした、長崎県壱岐市勝本町にある、イルカふれあい施設。
自然のイルカと泳ぐような感覚で泳げる「ドルフィンエンカウンター」を中心に、イルカにご飯をあげたり、直近でトレーナーの解説を聴きながら、イルカを観察できるペンウォークや、イルカとふれあえるプログラムを多数提供。1日1組限定の、イルカと泊まれる「ドルフィンパークキャンプ」は特に人気。
2020年より「イルカとヒトとがコミュニケーションが取れるような施設」になることを目標に、アメリカのDolphin Research Center が行っている ”Relationship Based Training” の手法を取り入れ、餌を使ったトレーニングに加え、たくさんのイルカと遊ぶ時間を設け、イルカとの信頼関係構築を第一に考えたトレーニングを日々行っている。
イルカがヒトと遊ぶことを、魚と同じくらい楽しみになるように、スタッフはもとより、お客様もイルカと一緒に遊べるようにしている。
敷地内には、「どこにいてもイルカを感じられる場所」をコンセプトにしたカフェを併設し、東京の Glitch Coffee&Roasters から豆を取り寄せ、こだわりのコーヒーやカフェラテに加え、VERY FANCY のふわとろパンケーキや壱岐の食材にこだわったパスタやカレー、フィッシュフライなどを提供。壱岐牛や島の野菜を贅沢に炭火で食べる、バーベキューメニューも人気。

## 歴史
1995年4月に長崎県壱岐郡勝本町（現 壱岐市）が設立したイルカふれあい飼育施設で、行政の直営で運営していたが、施設の老朽化と財務状況の悪化から、2018年から再生プロジェクトがスタート。2018年11月に再生するための運営会社 IKI PARK MANAGEMENT株式会社を市と民間の共同で設立し、2019年4月25日にリニューアルオープンした。